# ID2020
ID2020 (mit vollem Namen Identity2020 Systems Inc.) ist eine gemeinnützige Organisation mit dem Ziel, einfache Zugänge zu digitalen Identifikationsformen weltweit zu schaffen. Dadurch soll das Leben vor allem in armen Ländern verbessert werden. Die in den USA als 501(c)(3) gemeinnützig anerkannte Organisation kündigte an, Biometrie- und Blockchain-Technologie einzusetzen. Gegründet wurde sie am 19. Juni 2017 in New York City.

## Selbstdarstellung
ID2020 arbeitet global an Zugängen zu digitalen Identifikationsformen, davon sollen insbesondere ärmere Länder profitieren. So kann der Zugang zu Gesundheitsdiensten ermöglicht oder Bildungs- und Berufsnachweise sicher gespeichert werden.

“Over 1 billion people worldwide do not have access to any form of identification. This lack can make it difficult, if not impossible, to access basic critical services like education or healthcare.”

„Mehr als eine Milliarde Menschen hat keinen Zugang zu irgendeiner Form von Identifizierung. Dieses Defizit macht es schwer, wenn nicht unmöglich, Zugang zu wichtigen Dienstleistungen wie Bildung und Gesundheit zu erhalten“

## Partner und Finanzen
Gründungsmitglieder sind unter anderem Microsoft, die Rockefeller Foundation, die Impfallianz GAVI, die Unternehmensberatung Accenture sowie Ideo Org, ein Ableger der Designfirma Ideo. Die Allianz kooperiert mit Regierungen, Nichtregierungsorganisationen und Unternehmen. Finanziert wird die Allianz durch Stiftungen, private Unternehmen und Einzelpersonen.
2017 betrugen die Einnahmen 1,46 Millionen Dollar.

## Datenschutz
In ihrem „Manifesto“ erklärt die Allianz, dass die Menschen die Kontrolle über ihre digitale Identität haben müssten, einschließlich der Frage, wie persönliche Daten gesammelt, genutzt und geteilt werden.

“Digital identity carries significant risk if not thoughtfully designed and carefully implemented. We do not underestimate the risks of data misuse and abuse, particularly when digital identity systems are designed as large, centralized databases.”

„Eine digitale Identität trägt bedeutende Risiken, falls diese nicht bedacht konzipiert und vorsichtig implementiert wird.
Wir unterschätzen nicht die Risiken des Datenmissbrauchs, insbesondere wenn digitale Identitätssysteme als große, zentralisierte Datenbänke angelegt werden.“

## Aktivitäten
Im Flüchtlingscamp Mae La in Thailand fördert ID2020 ein Projekt, um 35.000 Geflüchtete mit einer digitalen Identität auszustatten. Die Teilnehmer sollen damit Zugang zu verbesserten Gesundheitsdienstleistungen und Bildungsangeboten erhalten. In Bangladesch startete die Allianz 2019 ein Impf-Projekt. Mit Hilfe von digitalen Identitätsnachweisen soll festgehalten werden, wer bereits geimpft wurde.

## Kritik
Der Journalist Thomas Kruchem meinte im Saarländischen Rundfunk, dass ID2020 darauf abziele, jedem Menschen auf der Erde eine digitale Identität zu verpassen, deren Daten in einer Cloud abrufbar seien. So soll es erste Versuche bereits an Kindern in Bangladesh gegeben haben, denen bei der Impfung gleichzeitig „Marker“ injiziert worden seien. Zwar wurde 2019 ein Programm in Zusammenarbeit mit der Regierung von Bangladesch und der Impfallianz Gavi gestartet, das den Menschen dort Zugang zu Impfungen ermöglichte. Durch eine digitale ID wurde aber lediglich der Erhalt der Impfung registriert.
Norbert Häring kritisiert, dass biometrisch-digitale Datenbanken mit Allzwecknummern alle Informationen über einen Menschen zusammenfassen, die sich dann über diese Nummer abrufen lassen. Auch wenn man Sicherungen gegen unbefugtes Abgreifen von Daten einbaut, könnten Geheimdienste, Hacker und die beteiligten IT-Unternehmen auf diese Daten zugreifen. Dies war der Grund, dass Verfassungsgerichte in Ländern wie Deutschland, Frankreich und Großbritannien multifunktionale Mega-Datenbanken aller Bürger immer wieder verboten haben.
Der von Verschwörungstheoretikern und Impfgegnern vorgebrachte Vorwurf, dass Menschen ein RFID-Mikrochip implantiert würde, der sensible Daten übermitteln könne, ist falsch, weil die ID2020 nur rein digitale Projekte fördert wie z. B. einen digitalen Pass für Obdachlose oder ein digitales Impfbuch, aber keine Hardware entwickelt.